# كنا ثوارا (فلم)
كنا ثوارا (بالإنجليزية: We were Rebels)، هُو فيلم وثائقي ألماني جنوب سوداني صدر سنة 2014، وقد أخرجه الثنائي فلوريان شيوي وكاثارينا فون شرودر، بينما تولى مايكل بوغار وإينكا دوفيتز إنتاجه.

## وصلات خارجية
- مقالات تستعمل روابط فنية بلا صلة مع ويكي بيانات